# Carretto siciliano

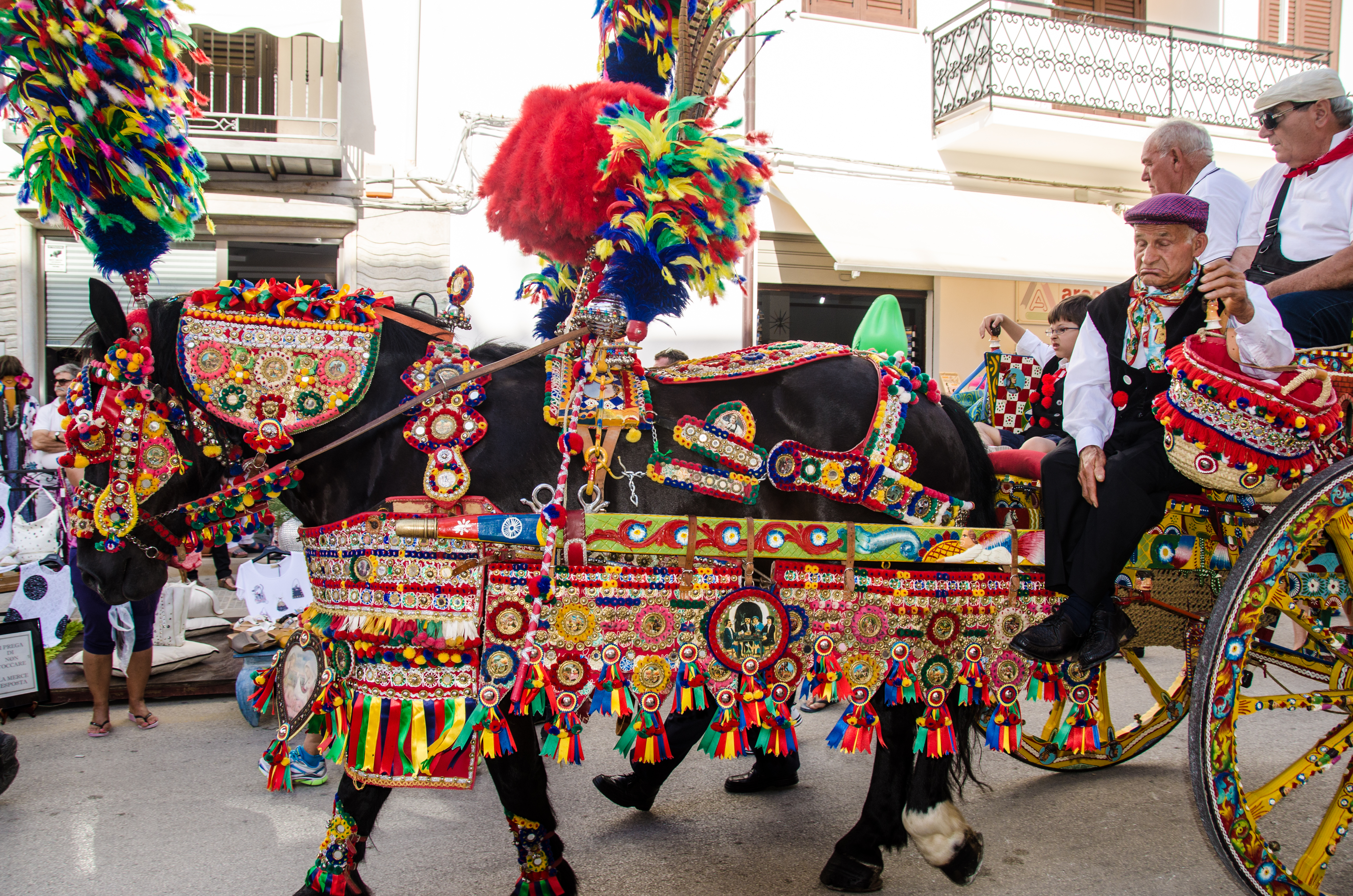
Tipico carretto siciliano

Il carretto siciliano (in siciliano carrettu) è un mezzo a trazione animale adibito al trasporto merci, in uso in tutto il territorio siciliano dal XIX secolo fino alla seconda metà del XX secolo, quando divenne obsoleto a causa della crescente motorizzazione del lavoro nelle campagne. Costruito con diverse qualità di legno, spesso fregiato da intagli bucolici e sgargianti decorazioni pittoriche, al giorno d'oggi è divenuto oggetto d'arte artigianale, nonché uno dei simboli dell'iconografia folcloristica siciliana.

## Struttura

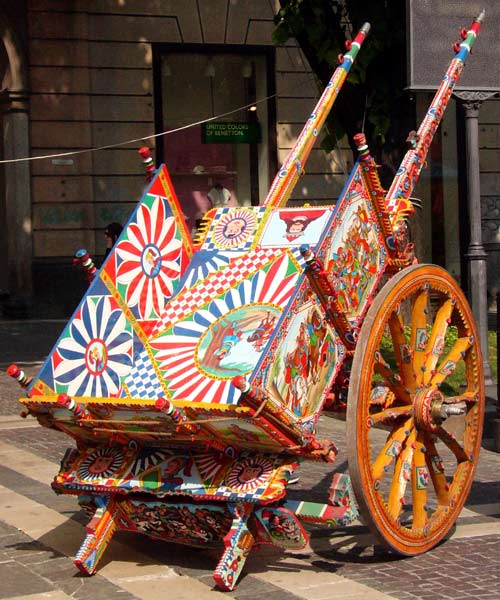
Esempio di carretto siciliano

Il carretto è composto dal fonnu di càscia, cioè il pianale di carico prolungato anteriormente e posteriormente da due tavulàzzi, sul quale sono montati parallelamente due masciddàri (dal siciliano mascidda, "mascella") ovvero le sponde fisse del carretto, e un puttèddu (portello posteriore) removibile per agevolare le operazioni di carico e scarico. Ogni masciddaru è suddiviso equamente in due scacchi (i riquadri in cui vengono dipinte le scene), nel putteddu invece vi è uno scacco centrale fra due scacchi più piccoli. Gli scacchi sono divisi da un segmento verticale che congiunge i pannelli al fonnu di cascia: 6 in legno chiamati barrùni equamente divisi fra masciddari e putteddu, due in metallo denominati centuni presenti solo sui masciddari.
Questa sezione "contenitiva" sormonta il gruppo portante del carretto chiamato traìno, il quale comprende le aste e la cascia di fusu, a sua volta costituita da una sezione di legno intagliato sormontata da un arabesco di metallo. Nei carretti alla patrunàli meno pregiati, la preziosa cascia di fusu viene sostituita dalle balestre.
Fra le aste sotto i tavulazzi vengono montate due parti in legno chiamate chiavi, una anteriore ed una posteriore. La prima altro non è che una semplice barra ricurva, la seconda invece consiste in un bassorilievo intagliato rappresentante una scena, solitamente cavalleresca, che può assumere diversi gradi di pregevolezza.

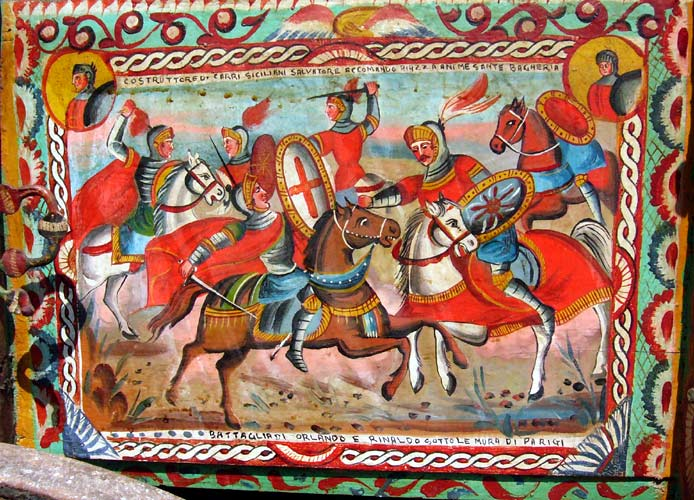
Sponda alla palermitana

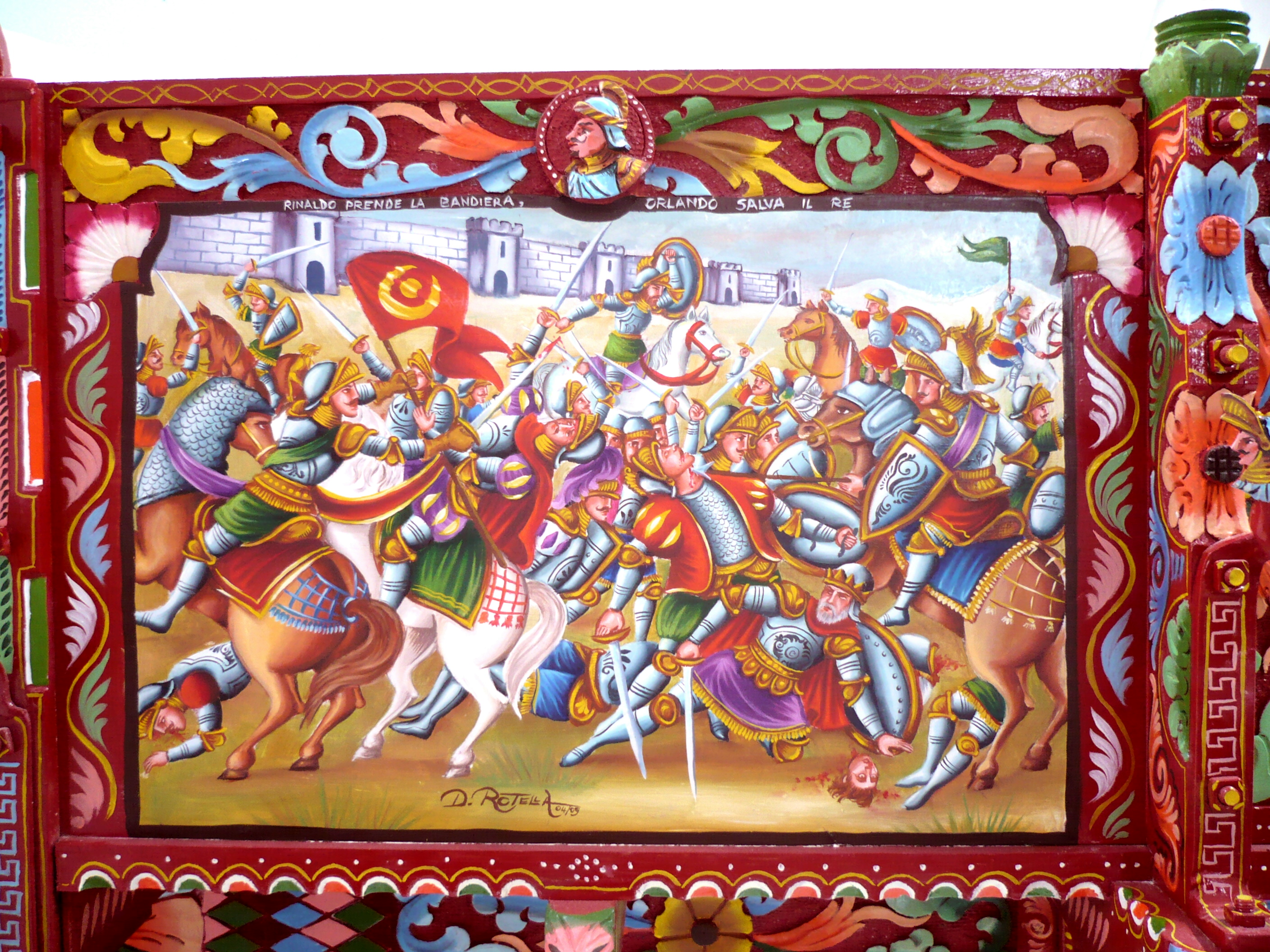
Sponda alla catanese

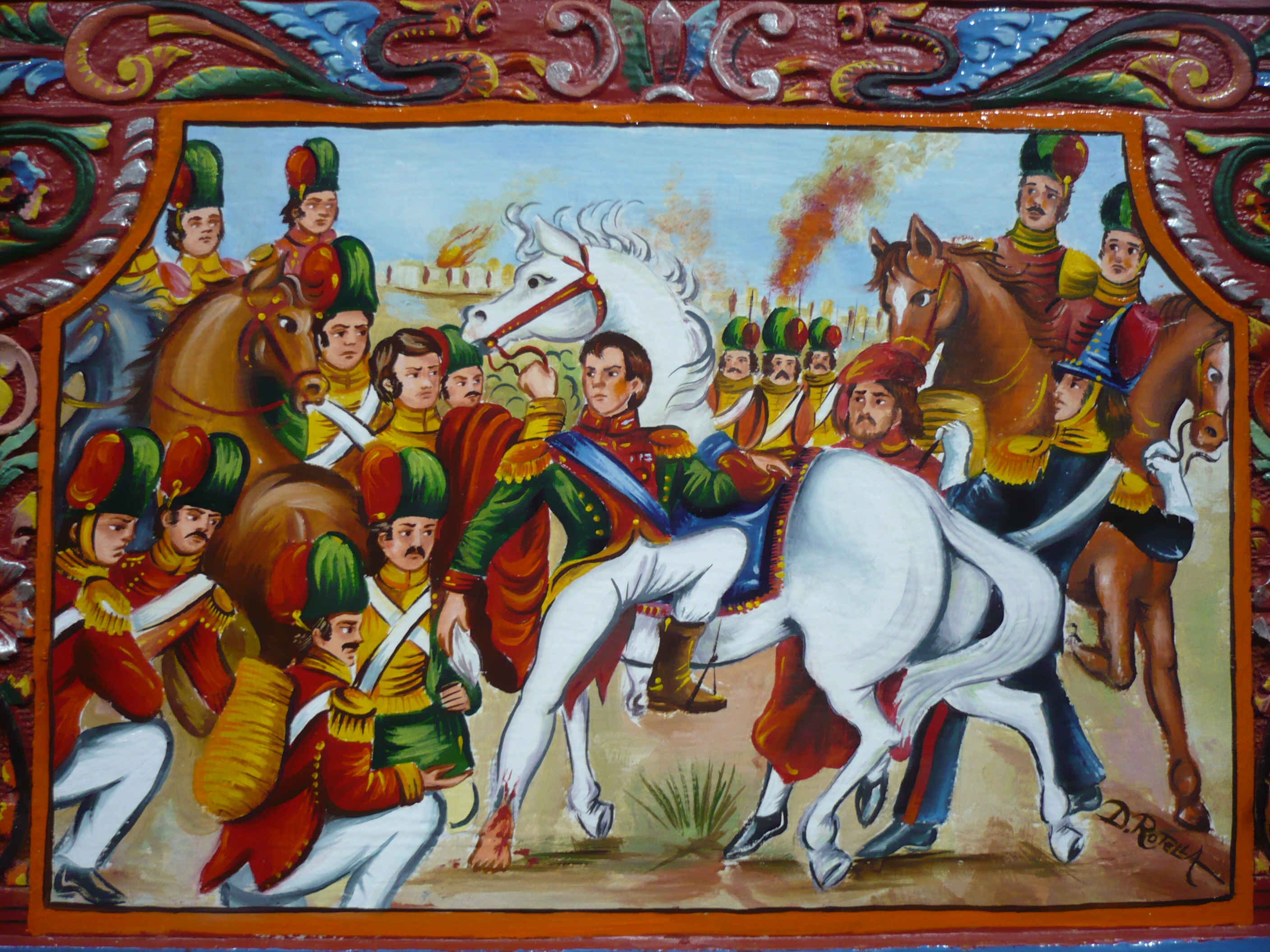
Sponda stile Vittoria

Ciascuna delle due ruote è composta da 12 raggi definiti in siciliano iammòzzi (iammi, "gambe") che congiungono il mozzo al cerchione, spesso arricchiti da intagli a fitte sezioni parallele (impòsti) o addirittura soggetti scolpiti quali fiori, aquile, sirene, o teste di paladino.

## Stili del carretto
Il carretto assume caratteristiche diverse a seconda della zona in cui viene prodotto.
Nel palermitano il carretto presenta sponde trapezoidali, una tinta di fondo gialla e decorazioni prevalentemente geometriche. I temi rappresentati sugli scacchi variano tra cavalleresco e religioso, realizzati nelle tonalità basilari del rosso, del verde, del giallo e del blu, le sfumature sono ridotte all'essenziale e la prospettiva bidimensionale. Spesso nel palermitano le balestre sono preferite alla cascia di fusu, intagli e pitture mantengono l'aspetto naif tipico del carretto siciliano.
Nel catanese le sponde sono rettangolari, la tinta di fondo rossa come la lava dell'Etna e gli intagli e le decorazioni si presentano più ricercati e meglio rifiniti, allontanandosi dallo stile semplice del palermitano per ricercare una raffinatezza maggiore. nelle produzioni più moderne i quadri contemplano la tridimensionalità prospettica, la gamma di tonalità si arricchisce e le sfumature e i chiaroscuri si fanno più incisivi.
Meno conosciuto è lo stile Vittoria, in cui il carretto presenta una struttura simile al catanese, riprende il rosso come colore di fondo, ma nelle tonalità si distingue per la sua caratteristica gradazione scura. Le pennellate, sia nei quadri che nelle decorazioni, sono caratterizzate da un tratto netto, "istintivo", in contrapposizione alla ricercata pennellata sfumata del catanese.
Esiste anche uno stile trapanese, che però non ha raggiunto la stessa diffusione del palermitano e del catanese.

## Le maestranze del carretto
Sono ormai rari i maestri (mastri) che mantengono vivo il carretto siciliano. Alla sua realizzazione partecipano diversi artigiani, ciascuno col proprio mestiere. La prima fase è competenza del carradore, colui che costruisce il carretto e ne intaglia i fregi. Altro compito importante del carradore è la ferratura della ruota, pratica particolarmente pittoresca. La seconda fase è affidata al fabbro, che forgia le parti metalliche quali i centuni, le estremità delle aste e il pregiato arabesco della cascia di fusu.
Quando la costruzione del carretto è ultimata il lavoro passa al pittore, che veste il carretto di colore e vivacità. Egli esegue inoltre i quadri rappresentanti le gesta cavalleresche, mitologiche, storiche o romanzesche che caratterizzano il carretto siciliano.
Il mestiere del bardatore, ovvero il sellaio (siddunaru), contempla invece la lavorazione del cuoio e dei ricami che affiancano il piumaggio di cui viene vestito il cavallo, richiamando i colori e i soggetti del carretto.

## Manifestazioni e sfilate
Sfilate di carretti siciliani, dette rietine, si tengono ancora oggi annualmente:
- a Terrasini, dove si trova una collezione di carretti all'interno di palazzo D'Aumale, durante la festa di li Schietti;
- a Campobello di Licata (sin dal 1737) ad agosto durante la ricorrenza della festa della Madonna dell'Aiuto
- a Canicattì in occasione della festa del Santissimo Crocifisso che si celebra il 3 maggio
- a Licata il 5 maggio in occasione della festività di Sant'Angelo.
- a Barrafranca in occasione della celebrazione della festa della compatrona Maria Santissima della Stella, l'8 settembre, quando cavalli e carretti bardati portano in offerta grano
- a Dattilo, frazione di Paceco, ogni prima domenica di ottobre, quando sfilano per tutto il paese carretti siciliani trainati da cavalli, distribuendo ai partecipanti vino e miliddi (biscotti tipici).
- Altre sfilate vengono organizzate annualmente a Vizzini e a Trecastagni.

## Musei
Esistono diversi musei del carretto siciliano, tra cui quelli ad Aci Sant'Antonio, Bronte, Terrasini e Vittoria.

## Galleria d'immagini

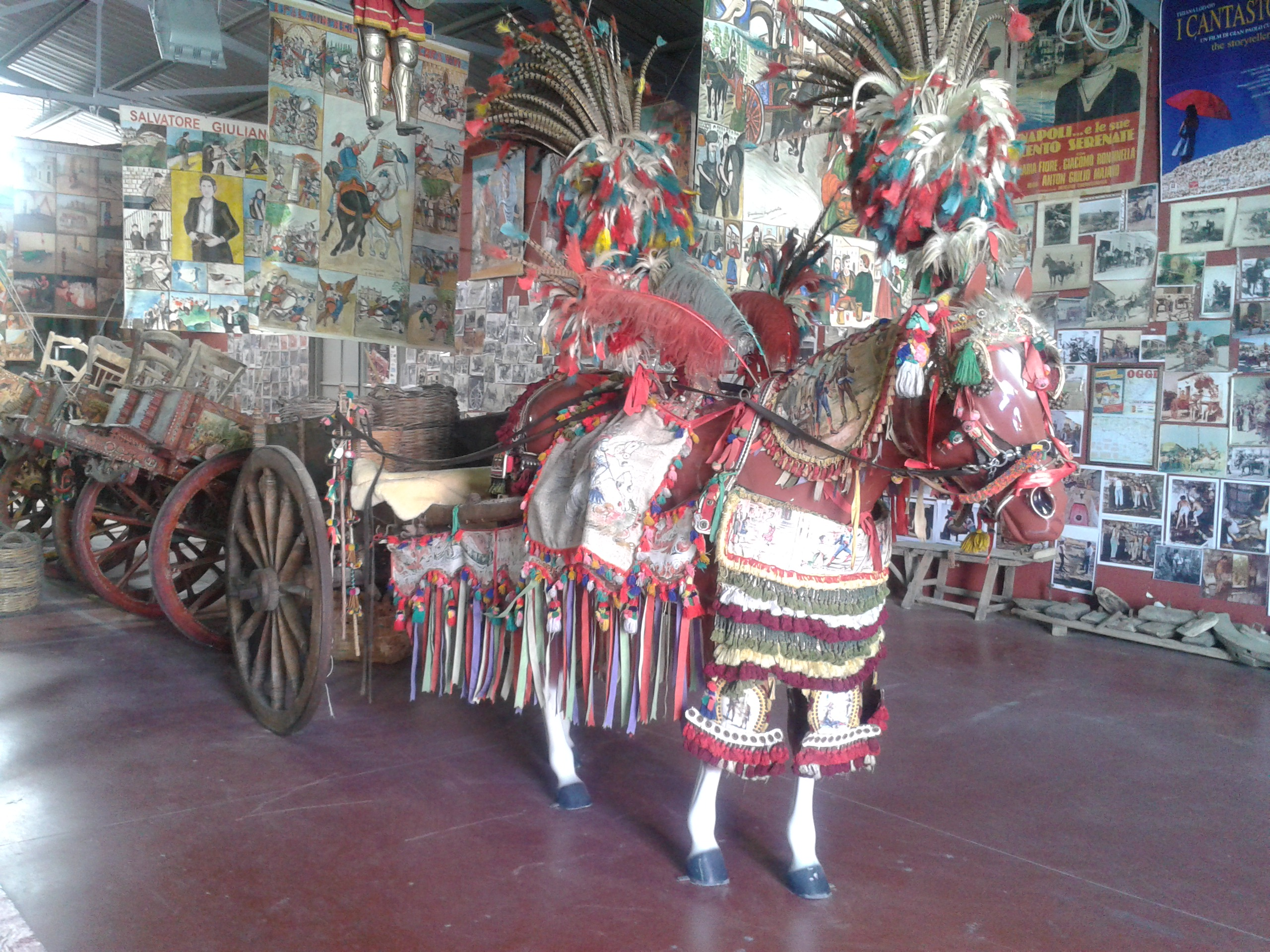
Museo del carretto siciliano di Vittoria
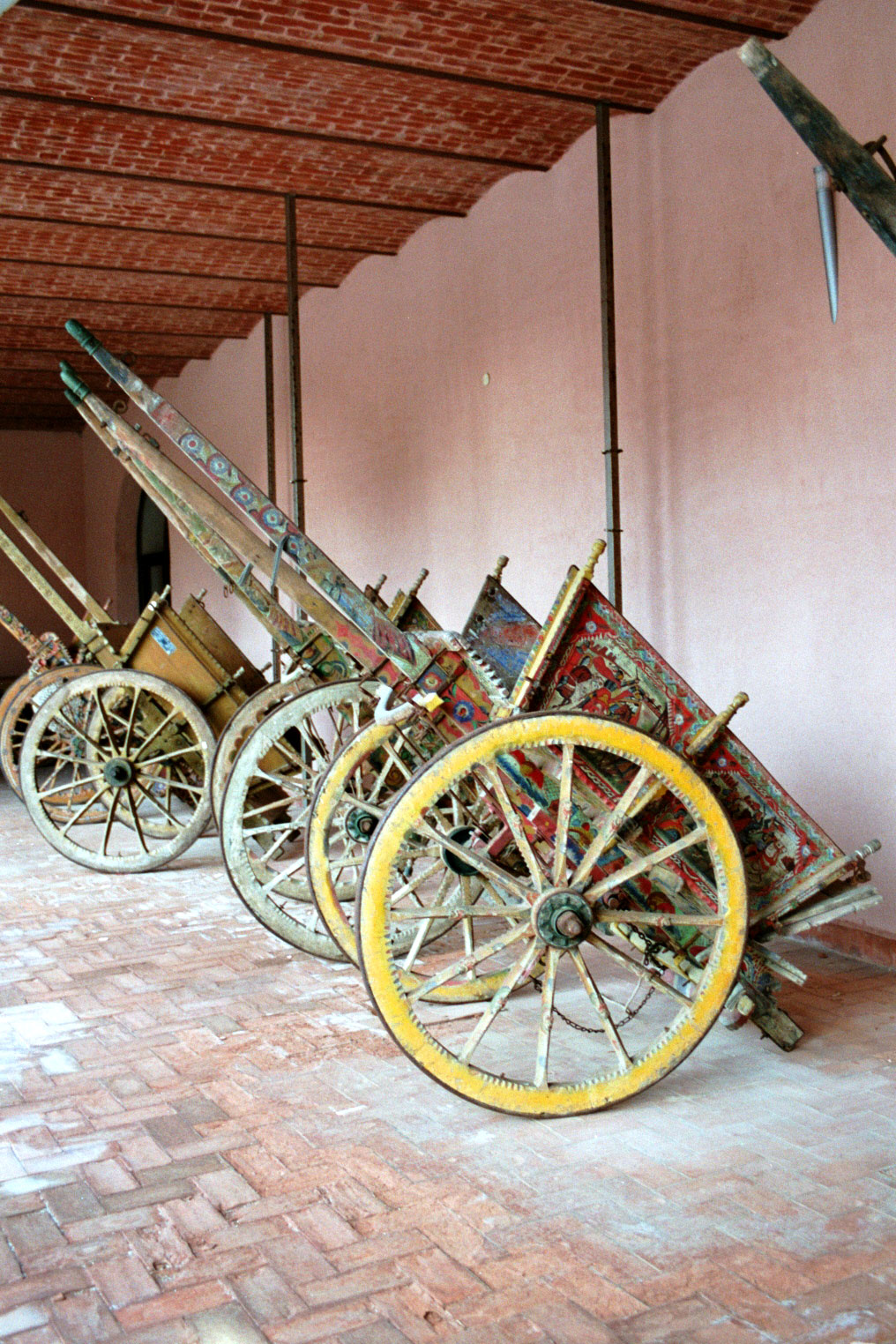
Terrasini-Museo-civico
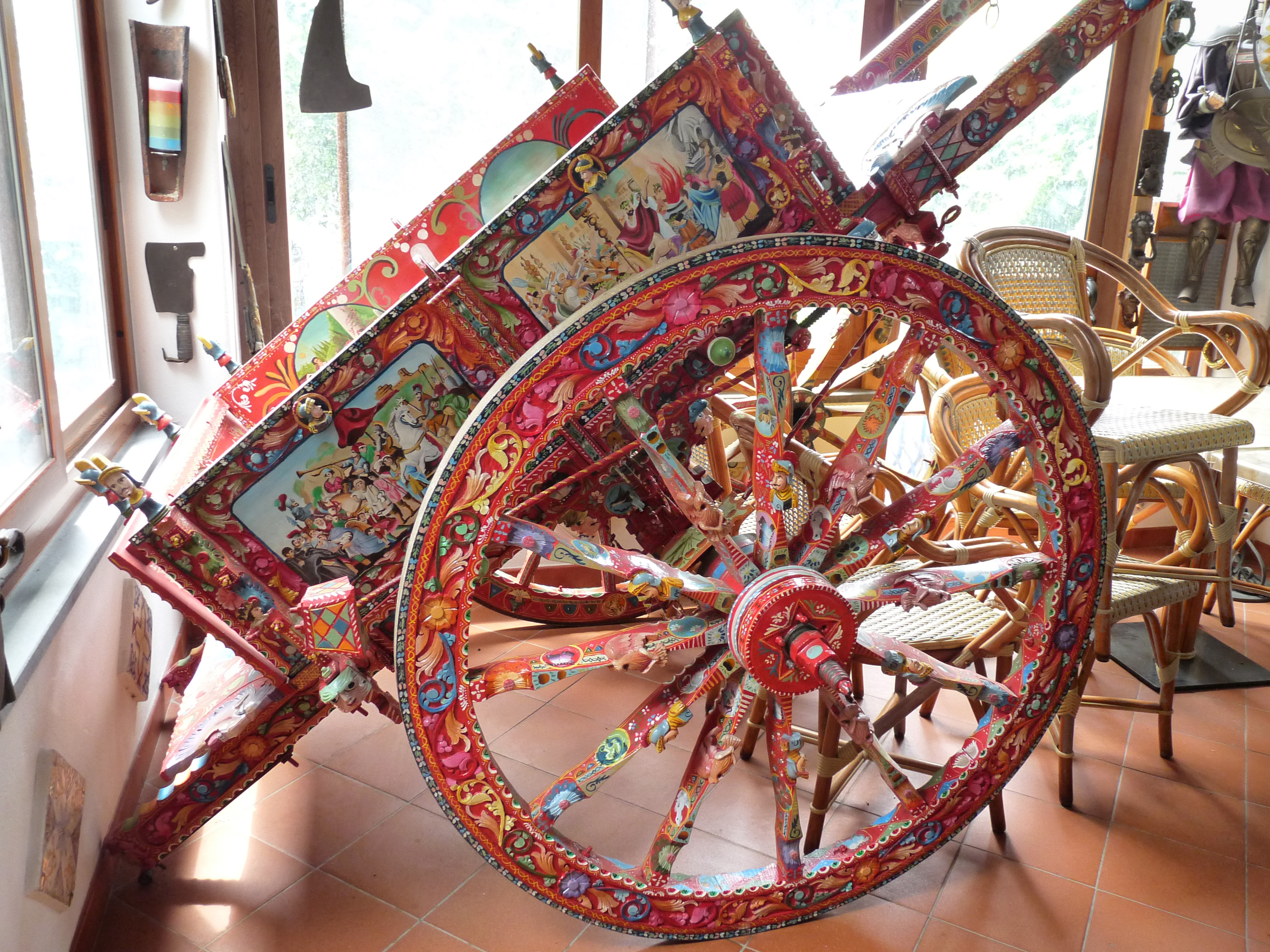
Lipari-Carrettino siciliano